# Erre (Nord)
Erre és un municipi francès, situat a la regió dels Alts de França, al departament del Nord. L'any 2006 tenia 1.351 habitants. Limita al Nord amb Wandignies-Hamage, a l'est amb Hornaing al sud-est amb Escaudain, al sud-oest amb Abscon i a l'oest amb Fenain.

## Demografia
| 1962                                       | 1968  | 1975  | 1982  | 1990  | 1999  | 2006  |
| ------------------------------------------ | ----- | ----- | ----- | ----- | ----- | ----- |
| 1.620                                      | 1.615 | 1.465 | 1.403 | 1.388 | 1.346 | 1.355 |
| Des de 1962: població sense dobles comptes |       |       |       |       |       |       |

## Administració
| Període | Identitat    | Partit |
| ------- | ------------ | ------ |
| 2001-   | Alain Pakosz |        |